# Gymnastik vid olympiska sommarspelen 1948
Gymnastiken vid de olympiska sommarspelen 1948 i London bestod av 9 grenar i artistisk gymnastik.

## Medaljörer
| Event                        | Guld | Silver | Brons |
| Mångkamp, ind. detaljer      | Veikko Huhtanen Finland | Walter Lehmann Schweiz | Paavo Aaltonen Finland |
| Fristående detaljer          | Ferenc Pataki Ungern | János Mogyorósi-Klencs Ungern | Zdenek Ruzicka Tjeckoslovakien                                                                                                  |
| Räck detaljer                | Josef Stalder Schweiz | Walter Lehmann Schweiz | Veikko Huhtanen Finland |
| Barr detaljer                | Michael Reusch Schweiz | Veikko Huhtanen Finland | Josef Stalder Schweiz |
| Barr detaljer                | Michael Reusch Schweiz | Veikko Huhtanen Finland | Christian Kipfer Schweiz |
| Bygelhäst detaljer           | Paavo Aaltonen Finland | Ingen utsedd | Ingen utsedd |
| Bygelhäst detaljer           | Veikko Huhtanen Finland | Ingen utsedd | Ingen utsedd |
| Bygelhäst detaljer           | Heikki Savolainen Finland | Ingen utsedd | Ingen utsedd |
| Ringar detaljer              | Karl Frei Schweiz | Michael Reusch Schweiz | Zdenek Ruzicka Tjeckoslovakien                                                                                                  |
| Hopp detaljer                | Paavo Aaltonen Finland | Olavi Rove Finland | János Mogyorósi-Klencs Ungern                                                                                                   |
| Hopp detaljer                | Paavo Aaltonen Finland | Olavi Rove Finland | Ferenc Pataki Ungern |
| Hopp detaljer                | Paavo Aaltonen Finland | Olavi Rove Finland | Leo Sotornik Tjeckoslovakien |
| Lagmångkamp, herrar detaljer | Finland Paavo Aaltonen Veikko Huhtanen Kalevi Laitinen Olavi Rove Aleksanteri Saarvala Sulo Salmi Heikki Savolainen Einari Teräsvirta             | Schweiz Karl Frei Christian Kipfer Walter Lehmann Robert Lucy Michael Reusch Josef Stalder Emil Studer Melchior Thalmann             | Ungern László Baranyai Jozsef Fekete Gyözö Mogyorosi János Mogyorósi-Klencs Ferenc Pataki Lajos Sántha Lajos Tóth Ferenc Várkõi |
| Lagmångkamp, damer detaljer  | Tjeckoslovakien Zdeňka Honsová Marie Kovářová Miloslava Misáková Milena Müllerová Věra Růžičkova Olga Šilhánová Božena Srncová Zdeňka Veřmiřovská | Ungern Edit Weckinger Mária Zalai-Kövi Irén Karcsics Erzsébet Gulyás-Köteles Erzsébet Balázs Olga Tass Anna Fehér Margit Nagy-Sándor | USA Ladislava Bakanic Marian Barone Consetta Lenz Dorothy Dalton Meta Elste Helen Schifano Clara Schroth Anita Simonis          |

## Medaljtabell
| Pl. | Nation          | Guld | Silver | Brons | Totalt |
| --- | --------------- | ---- | ------ | ----- | ------ |
| 1   | Finland         | 6    | 2      | 2     | 10     |
| 2   | Schweiz         | 3    | 4      | 2     | 9      |
| 3   | Ungern          | 1    | 2      | 3     | 6      |
| 4   | Tjeckoslovakien | 1    | 0      | 3     | 4      |
| 5   | USA             | 0    | 0      | 1     | 1      |